# آلتیزید
آلتیزید (به انگلیسی: Altizide) با فرمول شیمیایی C۱۱H۱۴ClN۳O۴S۳ یک ترکیب شیمیایی با شناسه پاب‌کم ۶۶۰۴۳۲۳ است. که جرم مولی آن ۳۸۳٫۸۹۴۵۶ g/mol می‌باشد.